# Marshall (Illinois)

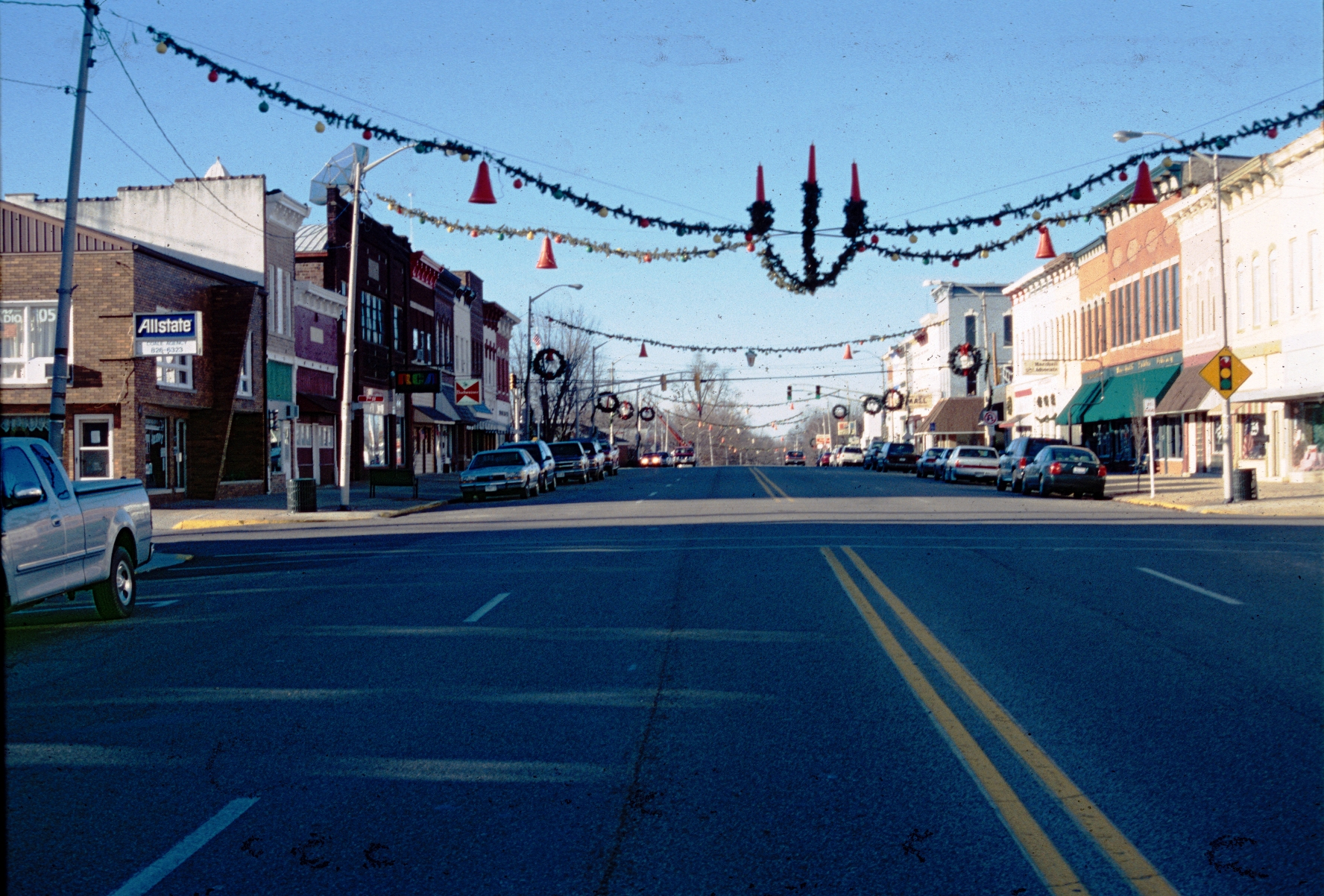
Centrum van Marshall

Marshall is een plaats (city) in de Amerikaanse staat Illinois, en valt bestuurlijk gezien onder Clark County.

## Demografie
Bij de volkstelling in 2000 werd het aantal inwoners vastgesteld op 3771. In 2006 is het aantal inwoners door het United States Census Bureau geschat op 3730, een daling van 41 (-1,1%).

## Geografie
Volgens het United States Census Bureau beslaat de plaats een oppervlakte van 8,1 km², geheel bestaande uit land. Marshall ligt op ongeveer 194 m boven zeeniveau.

## Plaatsen in de nabije omgeving
De onderstaande figuur toont nabijgelegen plaatsen in een straal van 28 km rond Marshall.